# Wirtschaft
Wirtschaft oder Ökonomie ist die Gesamtheit aller Einrichtungen und Handlungen, die der planvollen Befriedigung der Bedürfnisse dienen. Zu den wirtschaftlichen Einrichtungen gehören Unternehmen, private und öffentliche Haushalte, zu den Handlungen des Wirtschaftens Herstellung, Absatz, Tausch, Konsum, Umlauf, Verteilung und Recycling/Entsorgung von Gütern. Solche Zusammenhänge bestehen zum Beispiel auf welt-, volks-, stadt-, betriebs- und hauswirtschaftlicher Ebene.

## Begriff
Das Wort Wirtschaft wird von Wirt im Sinne von Gastgeber und bewirten abgeleitet. Das Fremdwort Ökonomie leitet sich von altgriech. οἰκονομία ab, das aus oikos (‚Haus‘, ‚Haushalt‘) und nemein (‚zuweisen‘/‚einteilen‘) gebildet ist und die Tätigkeit des oikonomos, des Haushälters (zugleich weibliche Form) bezeichnet. Im Gegensatz zum modernen Ausdruck Wirtschaft (gleiches gilt für engl. economy, frz. économie, ital. economia) bezeichnet das antike Wort oikonomia nie die Gesamtheit aller Strukturen und Prozesse der Produktion, Distribution und Konsum von Gütern und Dienstleistungen, sondern lediglich das planvolle Wirtschaften innerhalb eines institutionalisierten Personenverbands, meist des Haushalts. Dem entspricht, dass die Vorläufer der modernen Volkswirtschaftslehre nur bis in das 18. Jh. zurückreichen. Davor bezeichnete „Ökonomie“ vornehmlich die Agrarwirtschaft, „Ökonom“ den Landwirt.

## Grundlagen
Unter Wirtschaften werden alle menschlichen Aktivitäten verstanden, die mit dem Ziel einer bestmöglichen Bedürfnisbefriedigung planmäßig und effizient über knappe Ressourcen entscheiden. Die Notwendigkeit zu Wirtschaften ergibt sich aus der Knappheit der Güter einerseits und der Unbegrenztheit der menschlichen Bedürfnisse andererseits. Grundlegender Untersuchungsgegenstand der Volkswirtschaftslehre ist die Frage, was wie produziert wird (Allokation) und für wen (Distribution).

## Organisation

### Wirtschaftsformen
Der Begriff „Wirtschaftsform“ (auch „-weise“ oder „-typ“) bezeichnet die Subsistenzstrategie (Art und Weise des Lebensunterhaltes), die daraus resultierende Produktion und die sozialen Bedingungen, unter denen produziert wird.
Dient das Wirtschaften weitestgehend der Selbstversorgung mit Gütern, spricht man von Subsistenz- oder Bedarfswirtschaft. Ausgehend von dieser elementaren Strategie haben sich vielfältige Formen landwirtschaftlicher Betriebssysteme entwickelt, die als traditionelle Wirtschaftsformen bezeichnet werden (Beispiele: Formen extraktiver Wirtschaftsweisen der Jäger und Sammler, Hirtennomaden oder auch Feldbauern).
Demgegenüber stehen die Wirtschaftsformen, die vorwiegend vom Warenaustausch geprägt werden. Sie werden auch Erwerbswirtschaften genannt. Ihre Entwicklung hat zu den modernen, kapitalistischen Wirtschaftssystemen geführt.

### Wirtschaftssysteme
Es bestehen eine Reihe von Wirtschaftssystemen; als ihre wesentlichen Formen gelten Marktwirtschaft und Zentralverwaltungswirtschaft.
Die politische und rechtliche Form, die den Rahmen für die wirtschaftlichen Tätigkeiten innerhalb einer Wirtschaft vorgibt, wird als Wirtschaftsordnung bezeichnet.
Die folgenden Ausprägungen von Wirtschaftsordnungen (neben denen es jedoch noch weitere, weniger bekannte, Systeme gibt) haben von oben nach unten eine zunehmende Staatsquote:
- Subsistenzwirtschaft (prä-staatliche / staatenlose Wirtschaftsformen, Jäger- und Sammlergesellschaften, Ackerbauern und Viehzüchter, Dorfgemeinschaft (Ethnologie), Solidarwirtschaftssysteme)[4]
- Freie Marktwirtschaft (basierend auf dem klassischen Liberalismus bzw. Wirtschaftsliberalismus)[5]
- Soziale Marktwirtschaft (basierend auf dem Ordoliberalismus und dem Konzept von Alfred Müller-Armack)[6]
- Marktwirtschaft mit Wohlfahrtsstaat (Skandinavisches Modell)[7]
- Korporatismus (inkl. Wehrwirtschaft)
- Planwirtschaft

### Wirtschaft nach Geographie
Traditionellerweise wird zwischen der (nationalen) Volkswirtschaft und der Weltwirtschaft (der Gesamtheit der internationalen Wirtschaftsbeziehungen) unterschieden. Zunehmende Bedeutung erhalten transnationale Wirtschaftsräume. Einer ihrer wichtigsten Vertreter ist der Europäische Binnenmarkt; daneben ist infolge der Globalisierung die ganze Welt ein Wirtschaftsraum.
Die nationalen Wirtschaften unterscheiden sich deutlich und sind daher in jeweiligen Artikeln dargestellt:
- Wirtschaft der Bundesrepublik Deutschland
- Wirtschaft der Deutschen Demokratischen Republik
- Wirtschaft Österreichs
- Wirtschaft der Schweiz
- Wirtschaft der Vereinigten Staaten

Weitere Artikel über die Volkswirtschaften einzelner Nationen finden sich in der
- Kategorie:Wirtschaft nach Staat.

### Wirtschaftsbereiche
Die Wirtschaftswissenschaft teilt die Wirtschaft in Wirtschaftssektoren ein. Dies findet seine Grundlage in der Drei-Sektoren-Hypothese der Volkswirtschaftslehre.
Weiterhin wird die Wirtschaft in Wirtschaftszweige (Synonym: Branche) eingeteilt. Dies sind Gruppen von Unternehmen, die ähnliche Produkte herstellen oder ähnliche Dienstleistungen erbringen. Die amtliche Statistik der Wirtschaftszweige basiert auf der Europäischen Norm Nomenclature générale des activités économiques (kurz NACE).

### Wirtschaftspolitik
Wirtschaftspolitik ist die Gesamtheit aller politischen, vor allem staatlichen Bestrebungen, Handlungen und Maßnahmen, die darauf abzielen, den Ablauf des Wirtschaftsgeschehens in einem Gebiet oder Bereich zu ordnen, zu beeinflussen, zu gestalten oder unmittelbar festzulegen.
Die Wissenschaft der Wirtschaftspolitik ist die Finanzwissenschaft.
Die Wirtschaftspolitik wird meist in Ordnungspolitik, Strukturpolitik und Prozesspolitik unterteilt.
- Zur Ordnungspolitik zählt die Wettbewerbspolitik.
- Zur Strukturpolitik gehören Infrastrukturpolitik, Regionalpolitik und sektorale Strukturpolitik.
- Zur Prozesspolitik gehören Arbeitsmarktpolitik, Finanzpolitik, Fiskalpolitik, Geldpolitik, Handelspolitik, Konjunkturpolitik.

## Wirtschaftsbezogene Disziplinen

### Wirtschaftswissenschaft
Die Wirtschaftswissenschaften (auch Ökonomik) beschäftigen sich auch mit der wissenschaftlichen Untersuchung der Wirtschaft. Traditionell werden hier Volkswirtschaftslehre und Betriebswirtschaftslehre unterschieden.
Die Wirtschaftsgeschichte ist eine Brückendisziplin zwischen den Wirtschaftswissenschaften und der Geschichtswissenschaft. Sie untersucht die historische Wirtschaftsentwicklung im Zusammenhang mit anderen Kulturveränderungen.
Die Wirtschaftswissenschaften haben eine Reihe von Wirtschaftstheorien hervorgebracht. Wichtige Wirtschaftstheorien sind (chronologisch nach Entstehungszeitraum):
- Klassische Nationalökonomie (unter anderem Adam Smith, David Ricardo, John Stuart Mill, Thomas Robert Malthus und Jean-Baptiste Say)
- Marxismus (unter anderem Karl Marx, Friedrich Engels, Rosa Luxemburg)
- Neoklassische Theorie (unter anderem Vilfredo Pareto, Léon Walras)
- Österreichische Schule (unter anderem Ludwig von Mises, Friedrich August von Hayek und Carl Menger)
- Ordoliberalismus (unter anderem Walter Eucken und Alexander Rüstow)
- Keynesianismus (zurückgehend auf John Maynard Keynes)
- Monetarismus (unter anderem Milton Friedman)

### Wirtschaftsrecht
Das Wirtschaftsrecht ist die Gesamtheit aller privatrechtlichen, strafrechtlichen und öffentlich-rechtlichen Rechtsnormen und Maßnahmen, mit denen der Staat auf die Rechtsbeziehungen der am Wirtschaftsleben Beteiligten untereinander und im Verhältnis zum Staat einwirkt und ist der Oberbegriff für das Recht des Wirtschaftsverkehrs sowie die rechtliche Grundlage der Wirtschaftspolitik.
Das Wirtschaftsrecht besteht aus drei Elementen: Wirtschaftsverfassungsrecht, Wirtschaftsverwaltungsrecht und Wirtschaftsprivatrecht.
Teilweise hinzugezählt wird auch das Wirtschaftsstrafrecht, also die Rechtsvorschriften gegen Wirtschaftskriminalität.

### Wirtschaftssoziologie
Die Wirtschaftssoziologie befasst sich mit der soziologischen Analyse der Wirtschaft und der Wirtschaftswissenschaften. Themen sind spezifische Aspekte und Subfunktionen des Wirtschaftssystems wie z. B. die Netzwerkbildung, die Dynamik von Märkten abseits von auf vollkommenen Märkten basierenden Modellen und die Folgen von begrenzter Rationalität beim Verbraucher.

### Sonstiges
- Die Wirtschaftspädagogik beschäftigt sich mit der Vermittlung von Wissen und Fähigkeiten aus dem Gebiet der Ökonomie.
- Der Wirtschaftsjournalismus berichtet über Vorgänge in der Wirtschaft und setzt sich mit diesen auseinander.
- Die Wirtschaftsphilosophie reflektiert über die theoretischen und praktischen Grundlagen der Wirtschaft und ihrer Wissenschaften.
- Die Wirtschaftsethik befasst sich mit der moralischen Rechtfertigung von Wirtschaftssystemen, ethischem Handeln der Wirtschaftssubjekte (siehe Unternehmensethik) oder auch mit der Wertfreiheit der Ökonomik.
- Die Wirtschaftsgeschichte untersucht die historische Entwicklung von Volkswirtschaften und die darunterliegenden sozialen Prozesse.
- Die Wirtschaftsethnologie betrachtet und vergleicht verschiedenen Wirtschaftsformen und wirtschaftliches Verhalten diverser Gesellschaften, Kulturen und Ethnien.